# 832 Karin
A 832 Karin (ideiglenes jelöléssel 1916 AB) a Naprendszer kisbolygóövében található aszteroida. Max Wolf fedezte fel 1916. szeptember 20-án.